# فیلتر آکواریوم

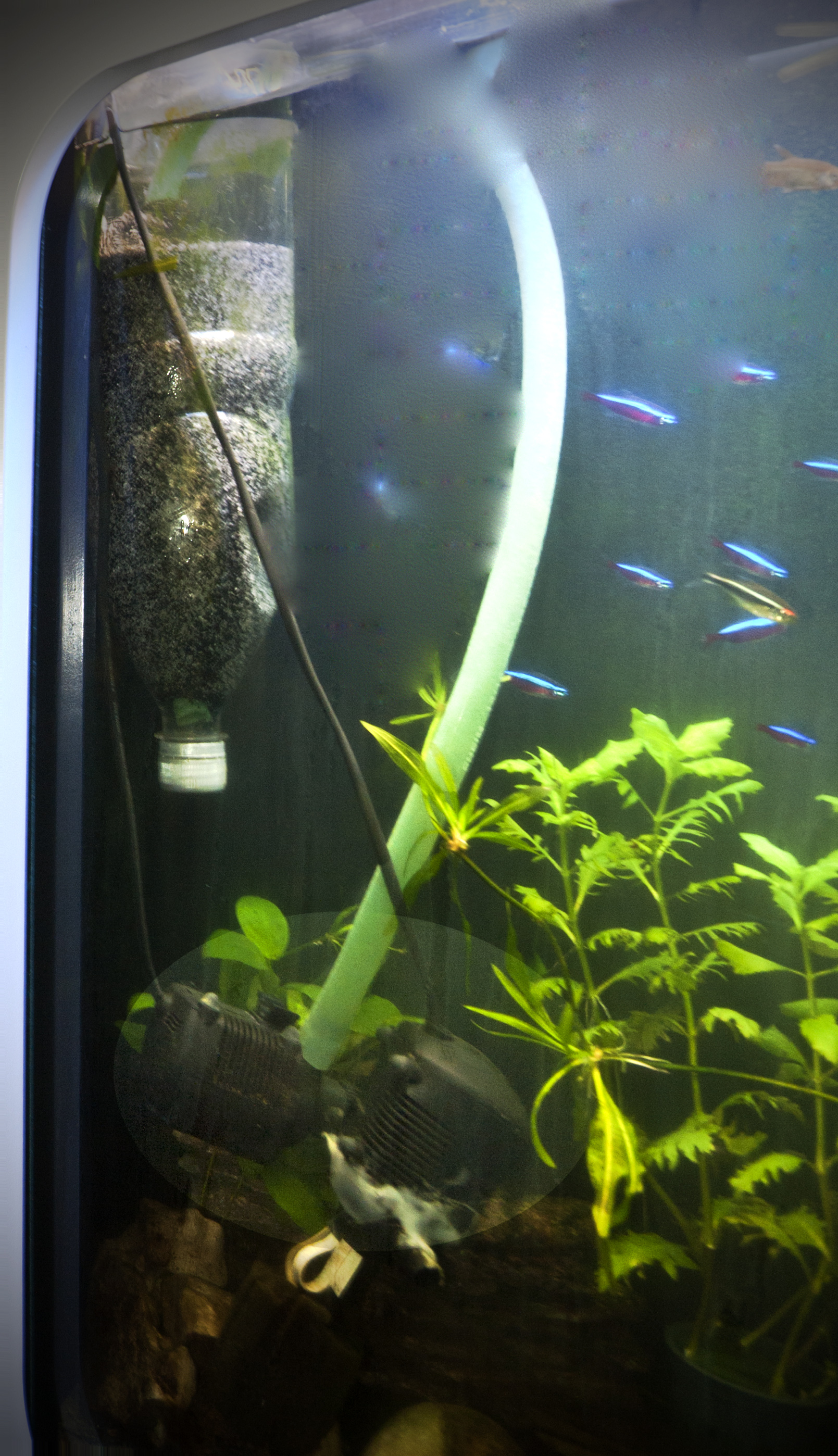
فیلتر بستر شنی سیال ساده

فیلترهای آکواریوم (به انگلیسی: Aquarium filter) اجزای حیاتی آکواریوم‌های آب شیرین و دریایی هستند. فیلترهای آکواریوم مواد زائد فیزیکی و شیمیایی محلول را از آکواریوم حذف می‌کنند و تعمیر و نگهداری را ساده می‌کنند. علاوه بر این، فیلترهای آکواریوم برای حمایت از زندگی ضروری هستند، زیرا آکواریوم‌ها حجم آب نسبتاً کوچک و بسته‌ای در مقایسه با محیط طبیعی بیشتر ماهیان دارند.